# Mezinárodní úmluva o odstranění všech forem rasové diskriminace
Mezinárodní úmluva o odstranění všech forem rasové diskriminace (z anglického překladu: International Convention on the Elimination of All Forms of Racial Discrimination) je úmluvou Organizace spojených národů. Tato úmluva je nástrojem v oblasti lidských práv a zavazuje všechny členské státy k odstranění rasové diskriminace a nerovnosti a dále vede k podpoře k porozumění mezi všemi rasami. Úmluva dále vyžaduje, aby její strany kriminalizovaly nenávistné projevy a kriminalizovaly členství v rasistických organizacích.

## Historie úmluvy
Předchůdcem této úmluvy byla deklarace o odstranění všech forem rasové diskriminace, která byla přijata Valným shromážděním Organizace spojených národů dne 20. 11. 1963.
Mezinárodní úmluva o odstranění všech forem rasové diskriminace byla přijata a otevřena k podpisu Valným shromážděním organizace spojených národů dne 21. 12. 1965 v New Yorku. Úmluva vešla v platnost dne 4. ledna 1969 v souladu s článkem 19. K březnu 2025 má aktuálně 88 signatářů a 182 smluvních stran.

### Úmluva v Československu a České republice
Československá socialistická republika podepsala tuto úmluvu dne 7. 3. 1966. Ratifikační listina byla po vyjádření souhlasu Federálního shromáždění Československé socialistické republiky a ratifikaci prezidentem uložena dne 29. prosince 1966 u Generálního tajemníka OSN, depozitáře úmluvy. Úmluva byla publikována ve Sbírce zákonů jako vyhláška Ministerstva zahraničních věcí Československé socialistické republiky č. 95/1974 Sb.
Po rozpadu Československé socialistické republiky a vzniku samostatného českého státu vešla v platnost dne 1. 1. 1993 Ústava České republiky. Dne 22. února 1993 Česká republika oznámila generálnímu tajemníkovi Organizace spojených národů, depozitáři Úmluvy, sukcesi České republiky do Úmluvy s účinností od 1. ledna 1993. Listina s prohlášením, podepsaná prezidentem republiky, byla uložena u generálního tajemníka Organizace spojených národů, depozitáře Úmluvy, dne 11. října 2000. Ministerstvo zahraničních věcí všechny informace oficiálně vyhlásilo dne 22. 3. 2002 sdělením č. 24/2002 Sb. m. s. Toto prohlášení bylo učiněno podle článku 14 odst. 1 Mezinárodní úmluvy o odstranění všech forem rasové diskriminace.

## Základní ustanovení
Základní ustanovení mezinárodní úmluvy o odstranění všech forem rasové diskriminace jsou rozdělena do 3. částí. Úmluva obsahuje 25 článků.

### Část I.
Část I je tvořena ze 7 článků (1-7), které se zaměřují na definici rasové diskriminace a vymezení práv a povinností, které povedou k potlačení diskriminačního jednání. Článek 1. definuje rasovou diskriminaci takto: „...v této úmluvě znamená jakékoli rozlišování, vylučování, omezování nebo zvýhodňování založené na rase, barvě pleti, rodovém nebo národnostním nebo etnickém původu, jehož cílem nebo následkem je znemožnění nebo omezení uznání, užívání nebo uskutečňování lidských práv a základních svobod na základě rovnosti v politické, hospodářské, sociální, kulturní nebo v kterékoli jiné oblasti veřejného života." Část I. dále požaduje, aby smluvní státy odstranily jakékoliv šíření nenávisti, utlačování nebo omezování různých rasových skupin na základě jejich rasy, barvy pleti, etnického nebo národního původu. Členské státy se podpisem zavazují k ochraně a prosazování práv potlačovaných osob na základě jejich lidských práv a základních svobod.

### Část II.
Část II. je tvořena z 9 článků (8-16). Část II se zaměřuje na závazky k odstranění rasové diskriminace a na ochranu práv jednotlivců. Dále na funkci a roli výboru úmluvy, která má za úkol dohlédnout na dodržování úmluvy smluvními stranami.
Smluvní strany se zavazují k tomu, že přijmou opatření k odstranění všech forem rasové diskriminace a zajistí rovnocenný přistup všem občanům ve všech státních institucích a k veřejným službám bez jakékoliv diskriminace.

### Část III.
Část III. Je tvořena z 9 článků (17 - 25). V této části se úmluva zaměřuje na zabezpečení práv smluvního státu. Zároveň je zavazuje ke spolupráci s mezinárodními orgány této úmluvy. Státy jsou povinny pravidelně předkládat zprávy o opatřeních, která přijaly k implementaci úmluvy, a o pokroku, kterého dosáhly v oblasti odstranění rasové diskriminace. Státy by v tomto ohledu měly spolupracovat s výborem, který může doporučit postupy při řešení odstranění jakékoliv formy rasové diskriminace. Státy by měly také podpořit osvětu v rámci rasové diskriminace a podpořit povědomí o této problematice u každého jednotlivce.

## Výbor pro odstranění rasové diskriminace
Výbor pro odstranění rasové diskriminace je orgánem odborníků na lidská práva. Cílem tohoto výboru je kontrolovat a sledovat provádění a dodržování smluvních podmínek Úmluvy. Výbor se skládá se z 18 nezávislých odborníků na lidská práva, kteří jsou voleni na čtyřleté funkční období, přičemž polovina členů je volena každé dva roky. Členové jsou voleni tajným hlasováním stran, přičemž každá strana může do výboru nominovat jednoho ze svých státních příslušníků.
Všechny strany jsou povinny předkládat Výboru pravidelné zprávy o legislativních, soudních, politických a jiných opatřeních, která přijaly k uvedení Úmluvy v platnost. První zpráva má být předložena do jednoho roku od vstupu úmluvy v platnost pro daný stát; poté se zprávy předkládají každé dva roky nebo kdykoli o to výbor požádá.  Výbor přezkoumá každou zprávu a své obavy a doporučení adresuje smluvní straně ve formě "závěrečných připomínek".
Funkce výboru je vymezena v mezinárodní úmluvě o odstranění všech forem rasové diskriminace v části II, článek 8 až 16.